# Silvia Bovenschen
Silvia Bovenschen (Waakirchen, Baviera, 5 de marzo de 1946-Berlín, 25 de octubre de 2017) fue una profesora universitaria, escritora y ensayista feminista alemana.

## Biografía
Bovenschen creció como hija de un director de una sociedad anónima en Fráncfort del Meno. Aquí estudió literatura, sociología y filosofía. Durante los movimientos del 68, fue cofundadora del consejo local de mujeres de la Federación Socialista Alemana de Estudiantes. En 1979, completó su doctorado en la Universidad Johann Wolfgang Goethe Fráncfort con una tesis sobre Die imaginierte Weiblichkeit (La feminidad imaginada), un tratado que se cuenta entre las obras feministas clásicas.
Cuando contaba 20 años de edad se le diagnosticó esclerosis múltiple; sin embargo, enseñó durante 20 años en la Universidad Goethe de Fráncfort, pero finalmente tuvo que abandonar esta actividad debido a la enfermedad. En 2003 se trasladó a Berlín y comenzó a escribir novelas. En 2006 nació su best seller Älter werden. Notizen.
La escritora y ensayista vivió en Berlín-Charlottenburg junto con su compañera, la pintora Sarah Schumann. Silvia Bovenschen murió en octubre de 2017 a causa de su enfermedad. En 2018 se publicó póstumamente su novela Lug und Trug und Rat und Streben.
Bovenschen fue galardonada con el Premio Johann Heinrich Merck y el Premio Roswitha (2000), el Premio Ernst-Robert-Curtius (2007) y el Premio de Honor del Libro Bávaro (2014), entre otros. Además fue miembro de la Academia de las Artes de Berlín (2011) y de la Academia Alemana de la Lengua y la Poesía (2013).